# چیزی خوبه که پایانش خوبه ۲۰۱۲
چیزی خوبه که پایانش خوبه ۲۰۱۲ (به چینی: 八星抱喜) (به انگلیسی: All's Well, Ends Well 2012) یک فیلم سینمایی هنگ کنگی در ژانر فیلم کمدی رمانتیک محصول سال ۲۰۱۲ به کارگردانی چان هینگ کا و جنت چون است. این هفتمین قسمت از این مجموعه فیلم می‌باشد.

## داستان[۲]
چهار مرد برای کمک به چهار زن به یک ماموریت قهرمانانه می روند و در حال تجربه یک سری از سوء رفتارها هستند. 

## بازیگران
- دانی ین به عنوان کارل تام
- لوئیس کو به عنوان هلند پانگ
- ساندرا نگ به عنوان چلزیا سونگ
- کلی چن به عنوان جولی سان
- ریموند وانگ پاک-مینگ به عنوان ریچارد چو
- یانگ می به عنوان سسیلیا چان
- چاپمن تو عنوان هوگو وا
- لین هونگ
- رونالد چنگ به عنوان شالالا
- کارنا نگ به عنوان کارمن چو
- کریستال قلع به عنوان دافنه وونگ
- لام سوئت به عنوان بینگ کان
- ج- کووان به عنوان جیم
- وینسنت کک به عنوان فتی
- گونگ لینا به عنوان شیا فن
- چری یینگ به عنوان دوست دختر کارل
- لی هونگ کام به عنوان رئیس یتیم خانه
- یو مو لین به عنوان هو پیک-وان
- مت چو به عنوان وکیل یی
- مانور چان به عنوان صوفیه
- هیرو هایاما
- سینگ هارتیهان بیتو به عنوان کاری
- میشل لو به عنوان خانم لو
- کلنا پون به عنوان دختر مدرسه ای
- زنی کاک به عنوان دختر مدرسه ای
- ماریا کوردورو به عنوان مربی چلزیا و دافن
- لی شونگ چینگ به عنوان بیلی
- سیوی لام به عنوان ستاره موسیقی جدید
- جیمز هو به عنوان ستاره موسیقی جدید
- جرمی لیو در نقش جاستین نام
- وان چیو به عنوان دوبیا دونگ
- چوی تین - شما به عنوان پزشک چشم
- چون چائو به عنوان ثبت کننده عروسی
- ترزا کارپیو به عنوان خودش
- پیتر لی به عنوان خودش
- لوئیس ژیانگ به عنوان خودش
- ویلفرد لائو به عنوان خودش
- پاتریک دون به عنوان قد گای
- استیون فونگ به عنوان مار
- دنی چان به عنوان کلاه ایمنی
- الکس چنگ به عنوان کلیایده
- تونی آواز به عنوان آواز خواندن
- وانگ یوک-لونگ که رئیس وون
- اندرو فونگ به عنوان فونگ فونگ
- اسکارلت وونگ به عنوان خانم بلانش
- شش لوک به عنوان راننده بدشانس
- لام چاک کوان به عنوان دکتر
- چام کی به عنوان دختر رئیس
- چان چی-یان به عنوان دستیار مربی